# Wake Up! (Papa Francesc)
Wake Up! Music Album with His Words and Prayers (en català: Desperta! Àlbum de música amb les seves paraules i oracions) és un àlbum de rock progressiu del Papa Francesc publicat el 27 de novembre de 2015 a Believe Digital. L'àlbum està format per discursos del Papa Francesc gravats a nombrosos llocs del món entre 2013 i 2015 amb cançons musicals d'oracions i himnes de diversos artistes i productors italians.

## Producció
Sota la direcció artística de Don Giulio Neroni, que també va comissariar altres àlbums per als papes Joan Pau II i Benet XVI, diversos artistes i productors italians també van contribuir a la música com Giorgio Kriegsch, Mite Balduzzi, Giuseppe Dati, Lorenzo Piscopo, el director d'orquestra Dino Doni, i l'ex membre de la banda italiana de rock progressiu Le Orme Tony Pagliuca. L'àlbum va ser llançat a través del segell Believe Digital.

## Composició
L'àlbum mostra oracions i discursos papals amb l'acompanyament de música pop, rock i clàssica. Les lletres són diferents en espanyol, portuguès o italià, tot i que la cançó principal "Wake Up! Go! Go! Forward!" està en anglès. Tot i que Rolling Stone descriu la major part de la música del disc com "neoclassicisme de la Nova Era", afegeix que no és gaire diferent del treball de Vangelis o Kitaro, i identifica "Wake Up! Go! Go! Forward!" com "el més rocker".

## Recepció
Tom Maxwell d'Al Jazeera America afirma: "Musicalment, l'àlbum és semblant, però més animat, que el que s'escoltaria durant una classe de ioga o una sessió de massatge" i que "El que podria ser més destacable de Wake Up! és com és de trencador. ...Que una figura com el papa publiqui un àlbum de música amb prou feines té precedents, i molt menys un que incorpori formes musicals populars de les últimes dècades".
El periodista d'entreteniment Chi Chi Izundu a la BBC Newsbeat va expressar l'opinió que una part de l'àlbum "té l'ambient del rock dels 80", i una altra part és "increïblement bella" i que l'àlbum és "en conjunt, molt agradable d'escoltar".
Helen Brown a The Telegraph l'anomena un "àlbum suau i accessible" i afirma: "Els beneficis es destinen a ajudar els refugiats en un moment en què els desplaçats lluiten per trobar lloc a la posada. Sigui quina sigui la vostra posició sobre l'Església catòlica o el seu líder, per mi el papa Francesc ha fet una bona crida aquí. En un moment d'emocions religioses cada cop més inflamades, el món podria fer servir una mica de "Holy Chill Out".

## Llançament
El primer tema publicat de l'àlbum va ser "Wake Up! Go! Go! Forward!" el 26 de setembre de 2015.

## Llistat
Wake Up! inclou les següents pistes.
| Núm. | Títol                                | Lloc i data del discurs                                                | Durada |
| ---- | ------------------------------------ | ---------------------------------------------------------------------- | ------ |
| 1.   | «Annuntio Vobis Gaudium Magnum!»     | Ciutat del Vaticà, 13 març 2013                                        | 6:53   |
| 2.   | «Salve Regina»                       | Rio de Janeiro, Brasil, 25 de juliol 2013 i Cagliari, 22 setembre 2013 | 5:17   |
| 3.   | «Cuidar el planeta»                  | Roma, Iàlia el 20 novembre 2014                                        | 4:46   |
| 4.   | «¿Por qué sufren los niños?»         | Manila, Filipines, el 19 gener 2015                                    | 5:20   |
| 5.   | «Non lasciatevi rubare la speranza!» | Ciutat del Vaticà 7 juny 2013                                          | 3:57   |
| 6.   | «¡La Iglesia no puede ser una ONG!»  | Río de Janeiro, Brasil el 25 juliol 2013                               | 4:49   |
| 7.   | «Wake Up! Go! Go! Forward!»          | Corea del Sud, 17 agost 2014                                           | 5:12   |
| 8.   | «¡La fe es entera, no se licúa!»     | Río de Janeiro, Brasil el 25 juliol 2013                               | 4:32   |
| 9.   | «Pace! Fratelli!»                    | Ciutat del Vaticà, 8 juny 2014                                         | 5:52   |
| 10.  | «Santa famiglia di Nazareth»         | Ciutat del Vaticà, 27 octubre 2013                                     | 5:10   |
| 11.  | «Fazei o que ele vos disser!»        | Ciutat del Vaticà, 31 maig 2013                                        | 3:31   |